# Dütschow

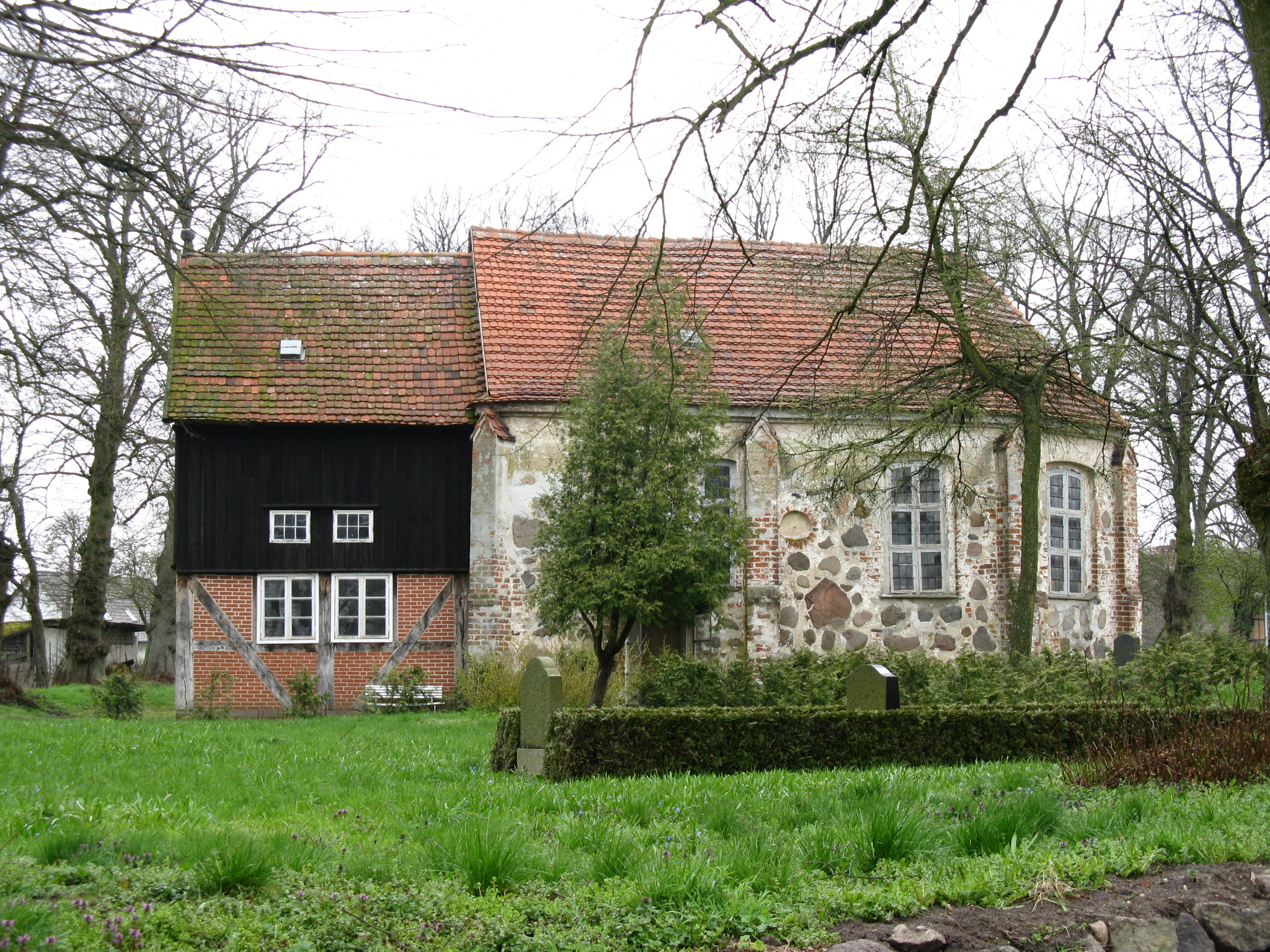
Dorfkirche in Dütschow

Das Dorf Dütschow ist ein Ortsteil der Gemeinde Spornitz im Landkreis Ludwigslust-Parchim in Mecklenburg-Vorpommern (Deutschland).

## Geografie und Verkehr

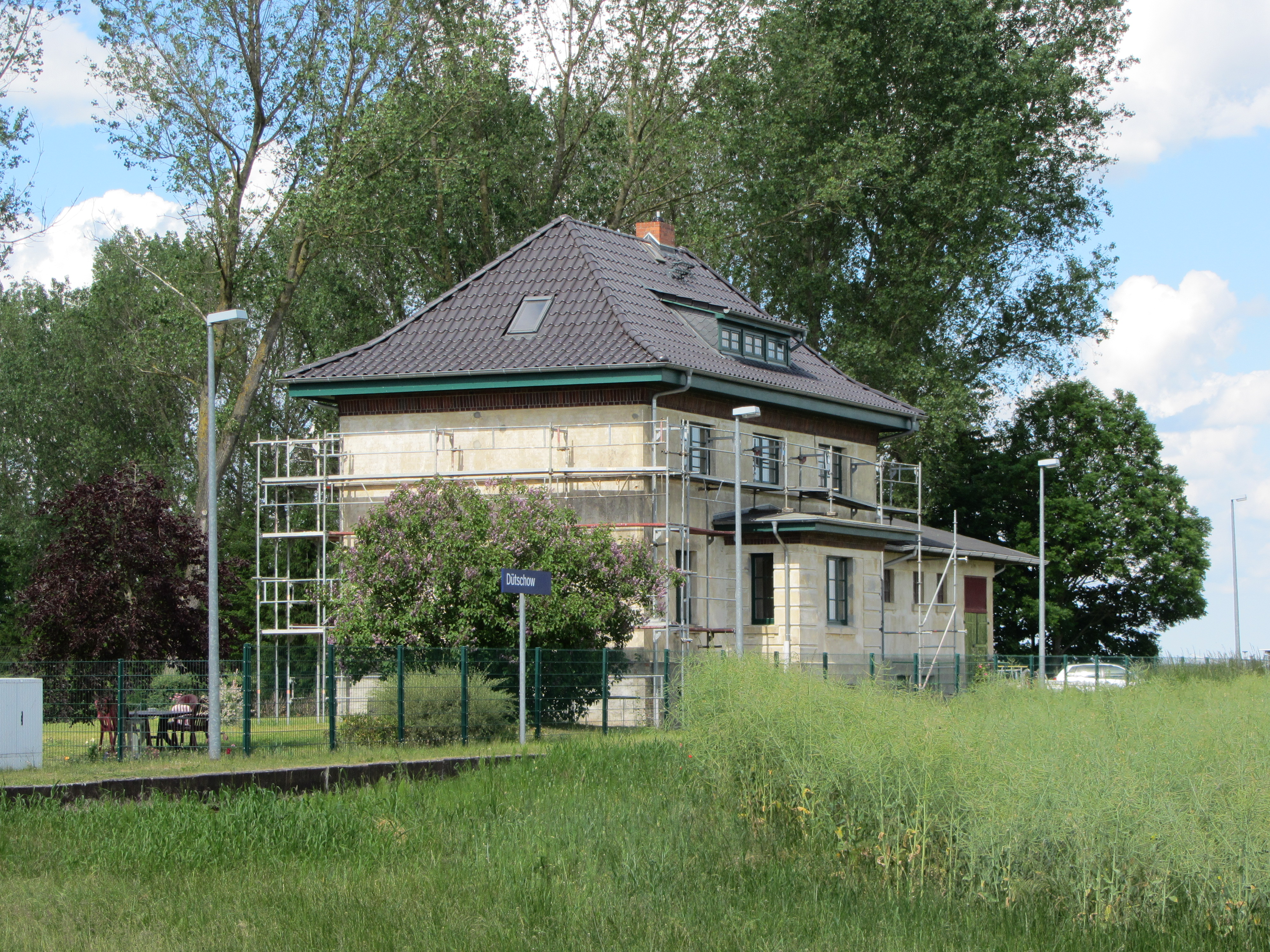
Haltepunkt Dütschow

Das Dorf liegt 13 Kilometer südwestlich von Parchim. Die Bundesstraße 191 verläuft etwa einen Kilometer östlich und die Bahnstrecke Ludwigslust–Parchim führt durch das Dorf, das einen eigenen Haltepunkt hat. Mit der bereits 1880 eröffneten Eisenbahnlinie ist Dütschow eines der wenigen Dörfer in Mecklenburg, das über einen direkten Bahnzugang verfügt. Die Bundesautobahn 24 ist mit der Anschlussstelle Neustadt-Glewe in kurzer Entfernung erreichbar (7 km). Die Landschaft um Dütschow ist der Beginn der flachen Ebenen des Landschaftsschutzgebietes Die Lewitz.

## Geschichte
Dütschow wurde erstmals im 15. Jahrhundert urkundlich erwähnt. Insbesondere aus der Zeit des Dreißigjährigen Krieges gibt es eine Reihe von Unterlagen im Staatsarchiv in Schwerin, die dokumentieren, wie sehr Dütschow in der Zeit der Kriegswirren zu leiden hatte und dass die Bevölkerung stark dezimiert wurde. Umfangreiche Unterlagen sind auch zu den Pachtverhältnissen der Staatsdomäne (Gut Dütschow) und zum Eisenbahnbau vorhanden.

## Dütschow heute
Wesentliche Wirtschaftsschwerpunkte des Dorfes sind heute die Landwirtschaft und eine Reihe von Handwerksbetrieben. Seit der Wende 1989 wurden viele Häuser und Gebäude im Dorf saniert, so dass Dütschow heute eine schöne Dorfkulisse bietet.

## Gut Dütschow
Das alte Gut Dütschow gehörte früher nicht zum Dorf und war eine Staatsdomäne des Großherzogs von Mecklenburg. Im 19. Jahrhundert wurde das Herrenhaus als zweigeschossiger Ziegelbau mit kalkverputzten Gesimsen und Pilastern und einem Sockelfundament aus Granitblöcken errichtet.
Als 1879 mit dem Bau der Eisenbahnlinie begonnen wurde, wurde das Gut Dütschow durch Verfügung des Großherzoges verpflichtet, alle Eicheneisenbahnschwellen, die für den Streckenverlauf erforderlich waren, der die Ländereien des Gutes querte, zu liefern. Darüber hinaus musste das Gut den für das Gleisbett erforderlichen Grund und Boden kostenlos abgeben. Andererseits hatte das Gut in den Folgejahren einen wirtschaftlichen Vorteil gegenüber anderen Gütern, da nun die Zucht- und Ernteprodukte kostengünstig direkt in Güterwaggons verladen werden konnten und ein teurer Transport zu weit entlegenen Verladebahnhöfen entfiel.
Nach dem Zweiten Weltkrieg wurden die Ländereien des Gutes Dütschow zur LPG. Das Herrenhaus diente als Wohngebäude und wurde für mehrere Familien aufgeteilt. Ein kleines Nebengebäude ging im Rahmen der Bodenreform in Privatbesitz über. Seit 1995 ist das Herrenhaus und die verbliebenen Nebengebäude im Privatbesitz der Familie Stolpe. Die neuen Eigentümer haben seit 1995 umfangreiche Sanierungen an dem Gutshaus vorgenommen. 2005 wurden die Sanierungen am Haupthaus abgeschlossen.